# Privateering
Privateering je sedmi studijski dvostruki album Marka Knopflera. Sve pjesme na albumu napisao je Mark Knopfler osim "Miss You Blues" (tekst Mark Knopfler, glazba "Deep Blue Sea": trad. arr. Knopfler)

## Popis pjesama

### CD 1
1. "Redbud Tree" - 3:19
2. "Haul Away" - 4:01
3. "Don't Forget Your Hat" - 5:14
4. "Privateering" - 6:18
5. "Miss You Blues" - 4:17
6. "Corned Beef City" - 3:31
7. "Go, Love" - 4:52
8. "Hot or What" - 4:53
9. "Yon Two Crows" - 4:26
10. "Seattle" - 4:19

### CD 2
1. "Kingdom Of Gold" - 5:23
2. "Got To Have Something" - 4:00
3. "Radio City Serenade" - 5:13
4. "I Used To Could" - 3:36
5. "Gator Blood" - 4:14
6. "Bluebird" - 3:26
7. "Dream Of The Drowned Submariner" - 4:57
8. "Blood And Water" - 5:18
9. "Today Is Okay" - 4:45
10. "After The Bean Stalk" - 3:55

### Dodatne pjesme ("deluxe" izdanja)
(Nalaze se na posebnim izdanjima, a osim novih ovdje navedenih sadrže i neke pjesme s prijašnjih albuma snimljenih kao "live" verzija)
1. "Occupation Blues"
2. "River of Grog"
3. "Follow The Ribbon"
4. "Your Perfect Song" (nalazi se samo kao dio "Box Set Deluxe" izdanja")

## Izvođači
- Mark Knopfler – vokal, gitara
- Richard Bennett – gitare
- Guy Fletcher – klavijature, bas na "Redbud Tree"
- Glenn Worf – bas-gitara, kontrabas
- Ian Thomas – bubnjevi
- John McCusker – violina, citra, zviždaljka
- Jim Cox – glasovir, orgulje
- Paul Franklin – pedal steel gitara
- Phil Cunningham – harmonika
- Michael McGoldrick – flauta, zviždaljka, irske gajde
- Rupert Gregson-Williams – vokal

### Gosti
- Kim Wilson – harmonika
- Ruth Moody – vokal
- Chris Botti – truba